# Gewichtheffen op de Paralympische Zomerspelen 1972
De IVe Paralympische Spelen werden in 1972 gehouden in Heidelberg, West-Duitsland. Dartchery was een van de 10 sporten die in 1972 op het programma stonden. Voor Nederland deden er geen gewichtheffers mee.

## Evenementen
Er stonden zes evenementen op het programma voor de Mannen.
- Licht-Vedergewicht
- Vedergewicht
- Lichtgewicht
- Middengewicht
- Licht-Zwaarwegewicht
- Zwaarwegewicht

## Mannen
| Klasse             | gewicht | land | Goud         | land | Zilver       | land | Brons            |
| ------------------ | ------- | ---- | ------------ | ---- | ------------ | ---- | ---------------- |
| Licht-Vedergewicht | 140     | FRA  | Dumont       | USA  | Martin       | POL  | Jan Was          |
| Vedergewicht       | 162.5   | JAM  | Pearson      | SWE  | Nilsson      | ISR  | Shmuel Haimovitz |
| Lichtgewicht       | 152.5   | FRA  | A. Eguers    | NOR  | Johnsen      | SUI  | Ernst Michel     |
| Middengewicht      | 162.5   | USA  | Edward Coyle | FRA  | Brifoulliere | USA  | Tauber           |
| Licht-Zwaargewicht | 175     | GBR  | R. Rowe      | USA  | Patton       | FRA  | Allorge          |
| Zwaargewicht       | 195     | AUS  | Vic Renalson | USA  | Jon Brown    | FRA  | Gillet           |

Atletiek · Basketbal · Boogschieten · Dartchery · Gewichtheffen · Koersbal · Schermen · Snooker · Tafeltennis · Zwemmen
Tokio 1964 ·
Tel Aviv 1968 ·
Heidelberg 1972 ·
Toronto 1976 ·
Arnhem 1980 ·
New York & Stoke Mandeville 1984 ·
Seoel 1988 ·
Barcelona 1992